# Museu de História Natural de Maurício

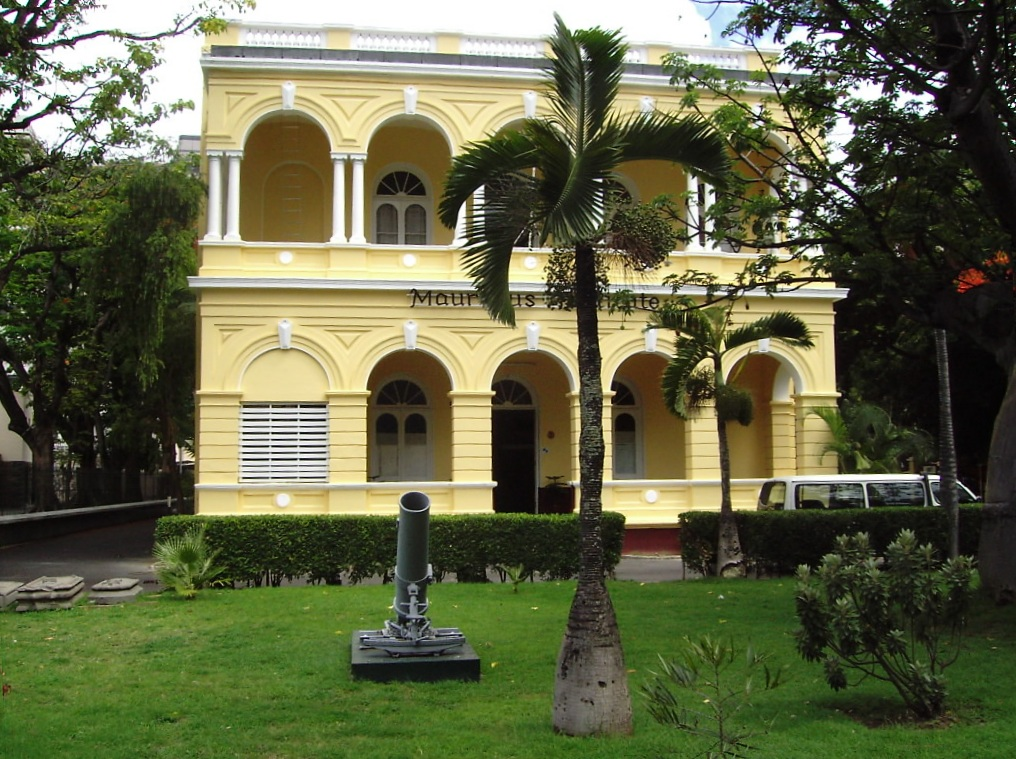

O Museu de História Natural de Maurício é um museu localizado em Port Louis, capital de  Maurício. Antes chamado de Museu Desjardins, é o museu mais antigo do país e também de toda a África Austral. O primeiro andar também abriga o Instituto Maurício.
O museu Desjardins abriu suas portas ao público em 1842, graças à coleção do naturalista e zoólogo Julien François Desjardins‎, transferida para a instituição em 1840 após sua morte. Em seguida, é instalado em um prédio agora registado como monumento histórico e construído entre 1880 e 1884 em frente ao jardim da Companhia, no centro histórico da capital. Este edifício foi projetado pelo arquiteto britânico Mann, inspirado pelo Museu de Colombo, com lógia italiana.
O museu apresenta coleções a partir dos espécimes início do século XIX da fauna e da flora das ilhas Mascarenhas, especialmente espécimes endêmicas da ilha Maurício. Um esqueleto do famosa dodô está exposto ao público. Foi adquirido pelo museu em 1900, depois de sua descoberta na caverna Patate.